# Florian Wirtz
Florian Wirtz (Pulheim, 3 de maig de 2003) és un futbolista alemany que juga com a centrecampista al Liverpool Football Club.
Fou el debutant més jove del Bayer Leverkusen, marca superada posteriorment per Iker Bravo i Zidan Sertdemir.